# Simca

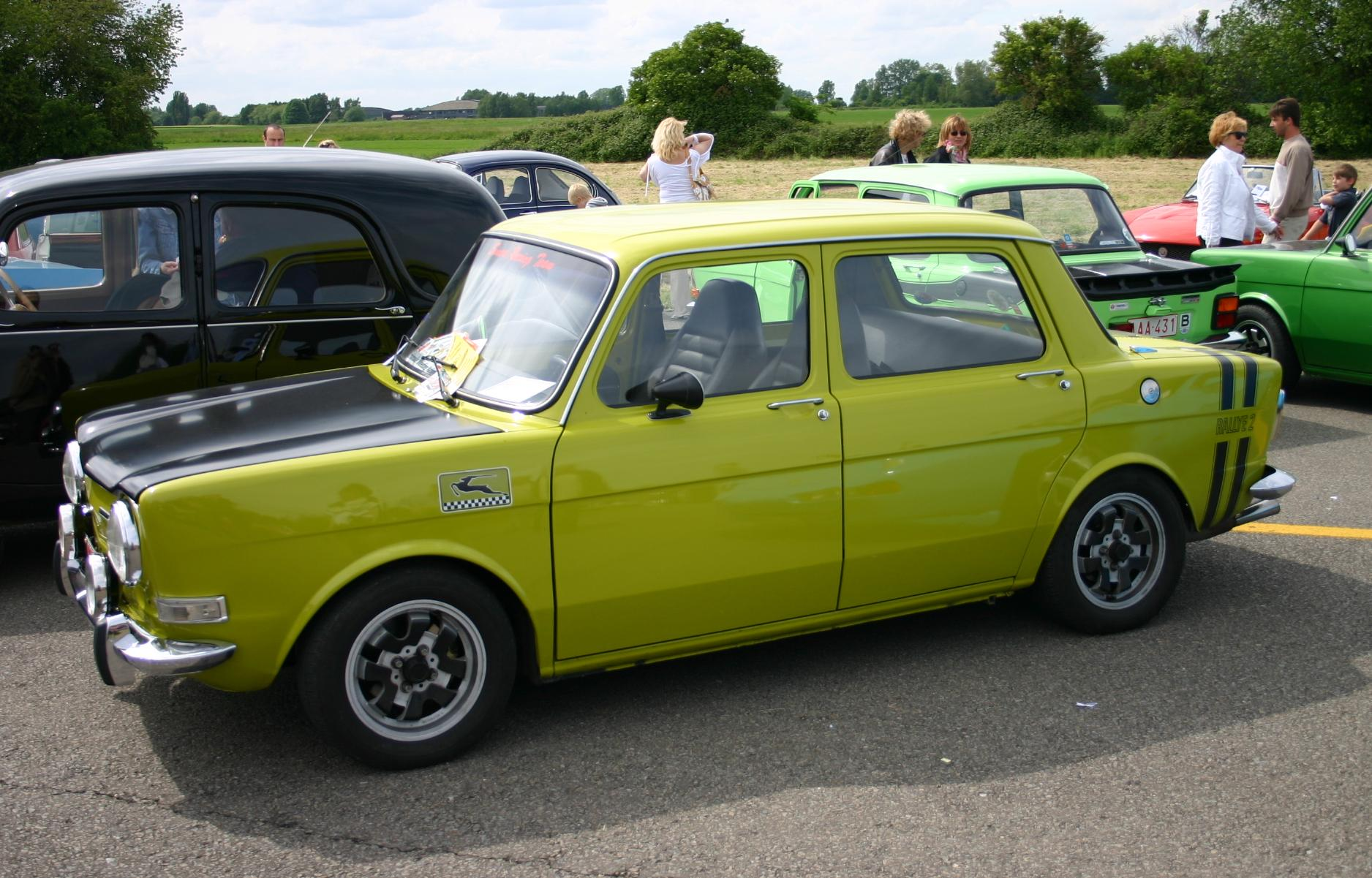
Simca 1000 Rallye 2

Simca was een Frans automerk. De naam is een acroniem van Société Industrielle de Mécanique et de Carrosserie Automobile; een autofabriek die in 1934 te Nanterre werd opgericht door Enrico Teodoro Pigozzi.

## Geschiedenis
Simca begon in 1934 Fiats in licentie te produceren in Frankrijk, zodat geen invoerrechten hoefden te worden betaald. Het eerste eigen model ontstond in 1951. Deze Simca Aronde was een groot succes. Simca nam in 1951 de Franse vrachtwagenfabrikant Unic over. In 1954 volgde de Ford-fabriek in Poissy, en in 1958 werd het merk Talbot-Lago overgenomen. Simca concentreerde de productie in Poissy, en verkocht de fabriek in Nanterre aan Citroën. Het Amerikaanse autoconcern Chrysler, dat in 1957 al een 15% aandeel in Simca had genomen, nam in 1963 een meerderheidsaandeel in Simca. Het beeldmerk van Simca, een zwaluw, werd in 1967 vervangen door de vijfpuntige pentastar van Chrysler en in 1970 werd het concern ten slotte geheel door Chrysler ingelijfd. Het bedrijf heette vanaf toen Chrysler France.

## Successen
Onder het merk Simca zijn heel wat bijzonder succesvolle auto's geproduceerd. In de jaren vijftig boekte Simca successen met de Aronde, een goede middenklasser, en de Vedette, een grote limousine. Ook in de jaren zestig had Simca een kaskraker in huis: de Simca 1000, een kleine en wendbare wagen (drievolumenmodel) die veel ruimte bood. In de sportuitvoering (Rallye 1000 in drie uitvoeringen, zie foto) was het een haast onverslaanbare rallywagen in zijn klasse, naast de coupévariant bekend als Simca 1000 coupé. De jaren zeventig boden in de kleinere middenklasse de Simca 1100, samen met de Renault 16 een van de eerste werkelijke hatchbacks op de markt. In de grotere middenklasse was er de Simca 1300/1500, opgevolgd door de 1301/1501. Dit waren grote sedans of stationwagens (Tourist genoemd).
Het totale productieaantal voor Simca 1300/1500 en 1301/1501 was 1.342.889 stuks, waarvan 605.815 van het type 1301 en 236.263 van het type 1500.
In de jaren vijftig en zestig liet Simca modellen in Nederland assembleren bij Nekaf.

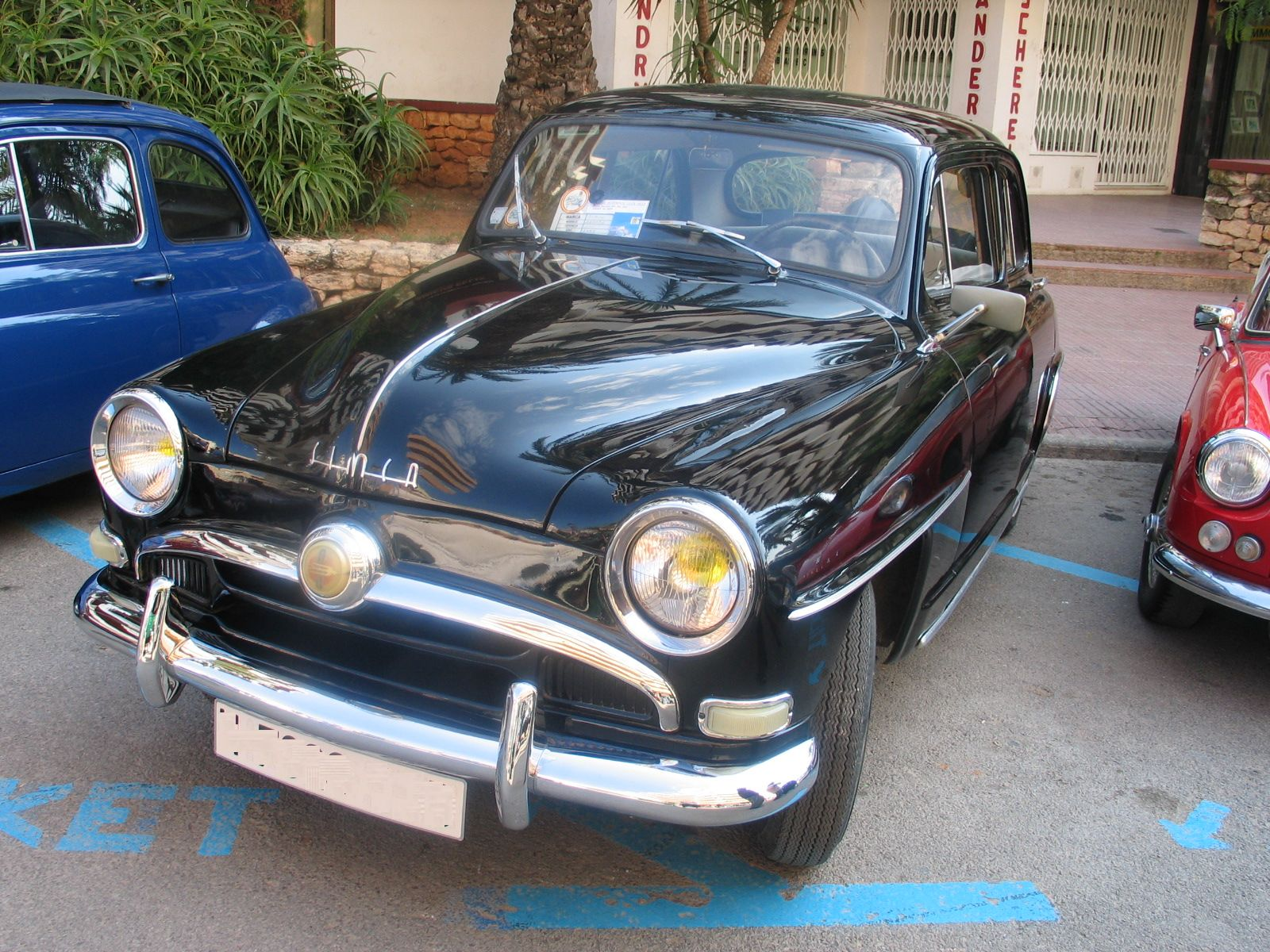
Simca Aronde

## Een dubbele doorstart
In de jaren zeventig raakte het Amerikaanse moederconcern Chrysler in de problemen. De eerste Chrysler-Simca, de 1307/1308-serie, een sportief gelijnde en snelle, maar ook uitzonderlijk ruime en praktische hatchback, werd Auto van het jaar 1976, al gauw gevolgd door de opvolger van de 1100, de Horizon, die het in 1978 eveneens tot Auto van het Jaar bracht. Beide wagens waren populair, mede omdat met de oude (destijds) typisch Franse kwaliteitsproblemen - roest, en startproblemen - hard was afgerekend; ze waren eigenlijk probleemloos.
Omdat de financiële problemen mede door de economische situatie van die dagen niet werkelijk konden worden opgelost, bleef de 1000 zonder opvolger, wat de positie van het merk zwaar aantastte; andere merken hadden inmiddels wel een moderne kleine auto ontwikkeld.
Chrysler France werd op 10 mei 1978 overgenomen door PSA, moederbedrijf van Peugeot en Citroën, dat 1 dollar betaalde. Het merk Simca werd op 1 januari 1980 omgedoopt in Talbot. Dit was een oude merknaam, die zowel in Frankrijk genade vond, als in het Verenigd Koninkrijk, waar Sunbeam werd geproduceerd, een ander voormalig Chrysler-merk dat ooit met Talbot was gefuseerd.
De Simca 1307/1308 werd voorzien van een nieuwe neus en ging verder door het leven als Talbot 1510. Van deze 1510 werd vervolgens een sedan-versie gemaakt onder de naam Solara. De Talbot Solara was bijzonder populair, wat niet kan worden gezegd van de Tagora, waarmee Talbot een kansje wilde wagen in de hogere klasse.

## De ondergang
Twee ontwikkelingen deden Simca/Talbot ten slotte de das om. De inmiddels geproduceerde opvolger van de Simca 1000, de Talbot Samba, was een rechtstreekse kopie van de Peugeot 104. Dit weerhield veel mensen ervan deze auto te kopen; zij kochten liever het origineel. Bovendien had de ontwikkeling van de Tagora veel geld gekost, maar het model verkocht vrijwel niet. Daarnaast vreesde Peugeot interne concurrentie met hun eigen model 604. De leiding van Peugeot besloot daarom het merk Talbot uit te faseren. De nieuwe middenklasser van Talbot, de Talbot Arizona, werd als Peugeot 309 uitgebracht.
In het Verenigd Koninkrijk werd de merknaam nog tot 1992 gehandhaafd voor de Talbot Express, een bestelwagen van Peugeot die ook als Peugeot J5, Fiat Ducato I, en Citroën C25 werd geproduceerd.
Door Moskvitsj en FSO zijn auto's gebouwd die sterk leken op de Simca 1309.
De Moskvitsj 2141 wordt vaak gezien als schaamteloze kopie, maar is een geheel eigen ontwikkeling. Wel waren Franse specialisten bij de ontwikkeling betrokken en heeft de Simca duidelijk als voorbeeld gediend. Sommige bronnen beweren dat de Simca-productielijn naar het Oostblok is verkocht, maar dit wordt door zowel PSA als oud-Chrysler ontwerper Roy Axe ontkend.
De FSO Polonez is op de Fiat 125 gebaseerd en heeft niets met Simca te maken.

## Modeloverzicht

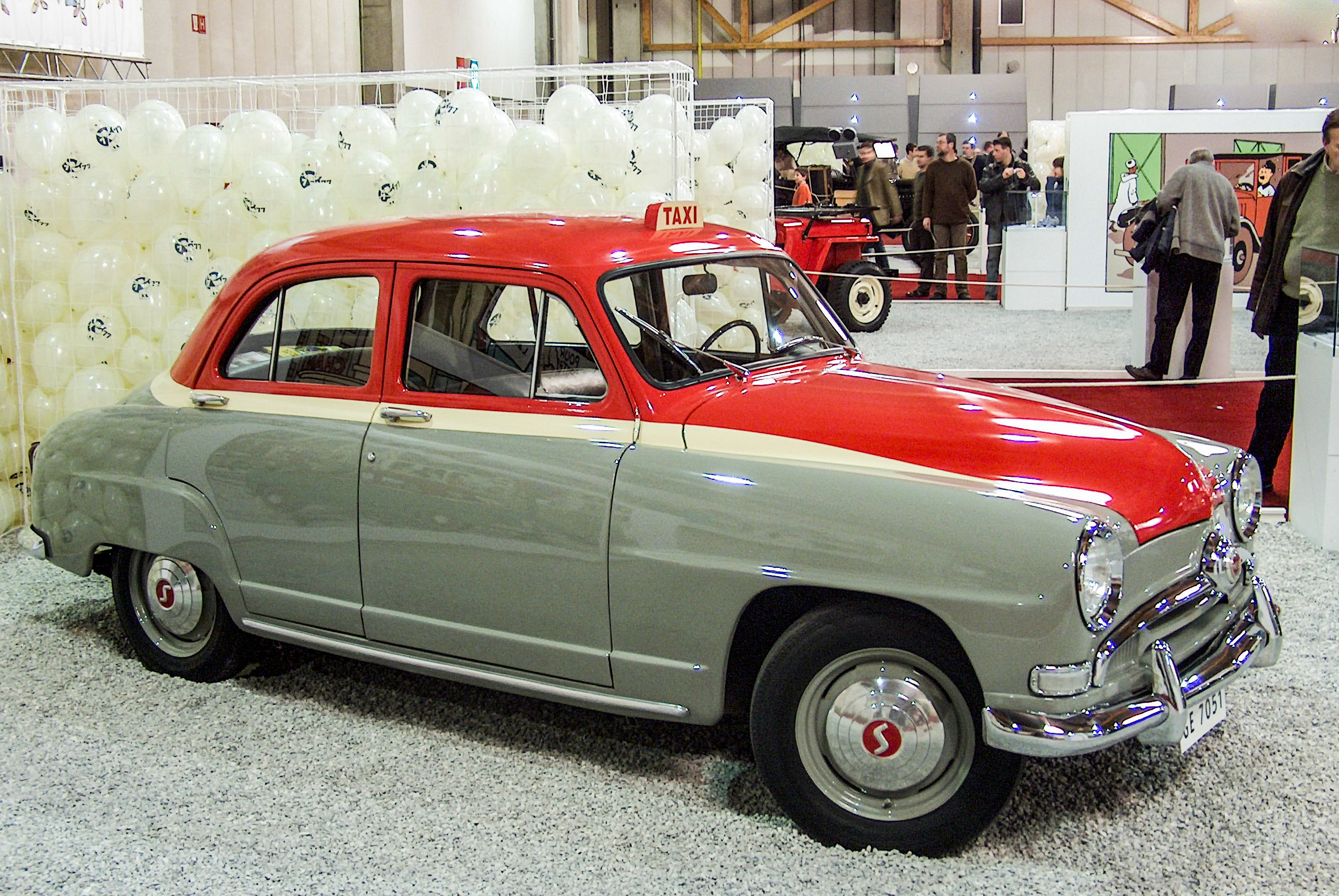
Simca Aronde 1954
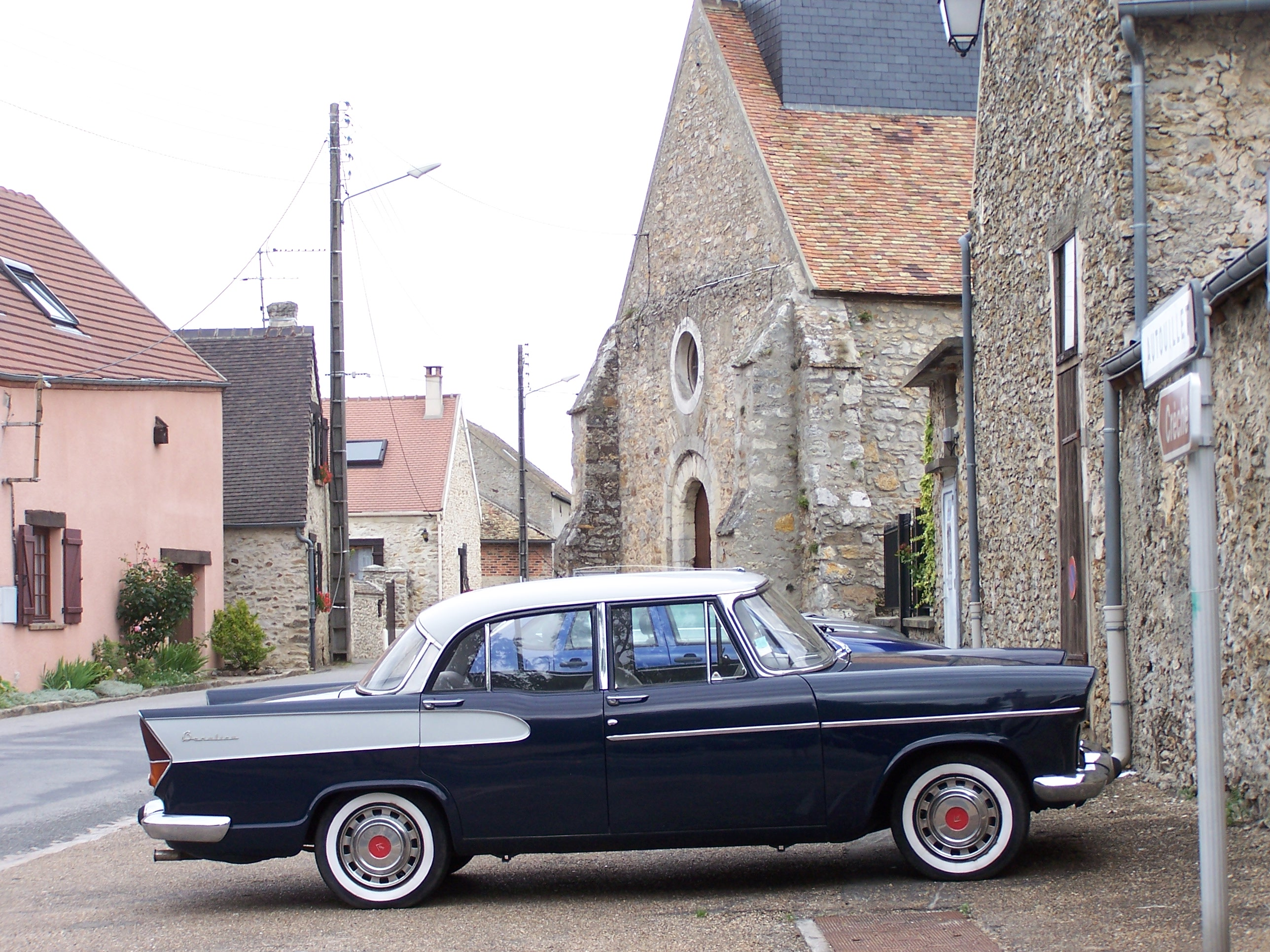
Simca Beaulieu
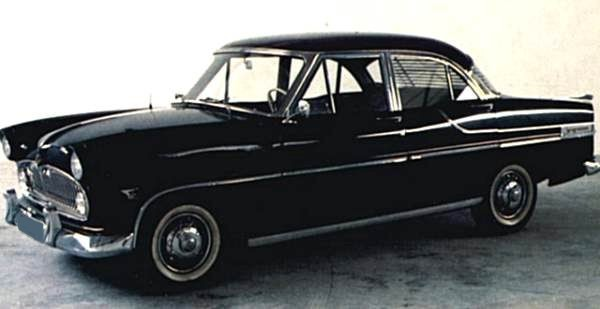
Simca Vedette 1956
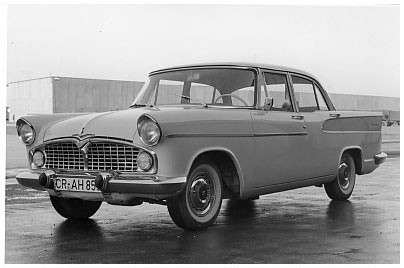
Simca Vedette Beaulieu 1960

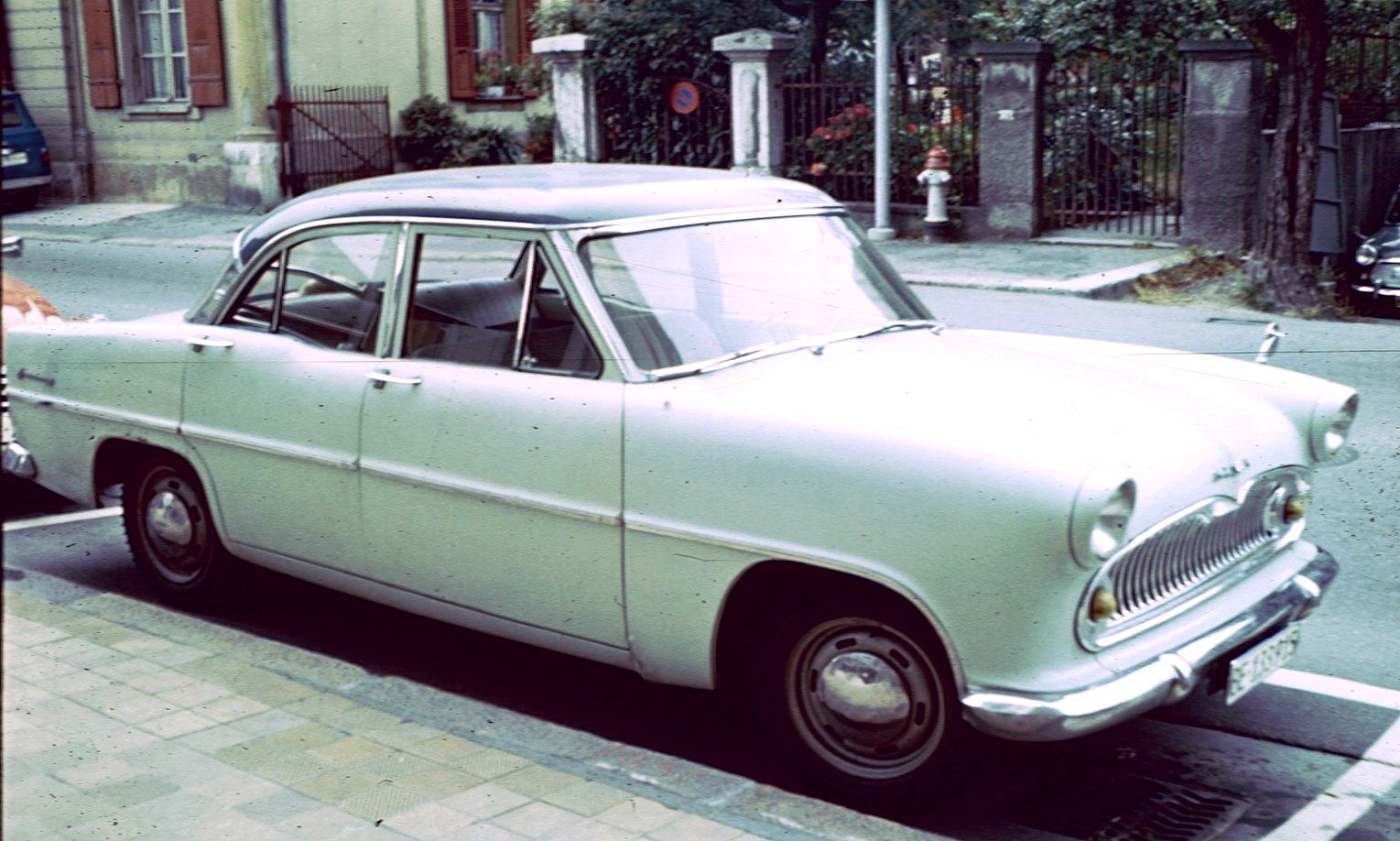
Simca Chambord
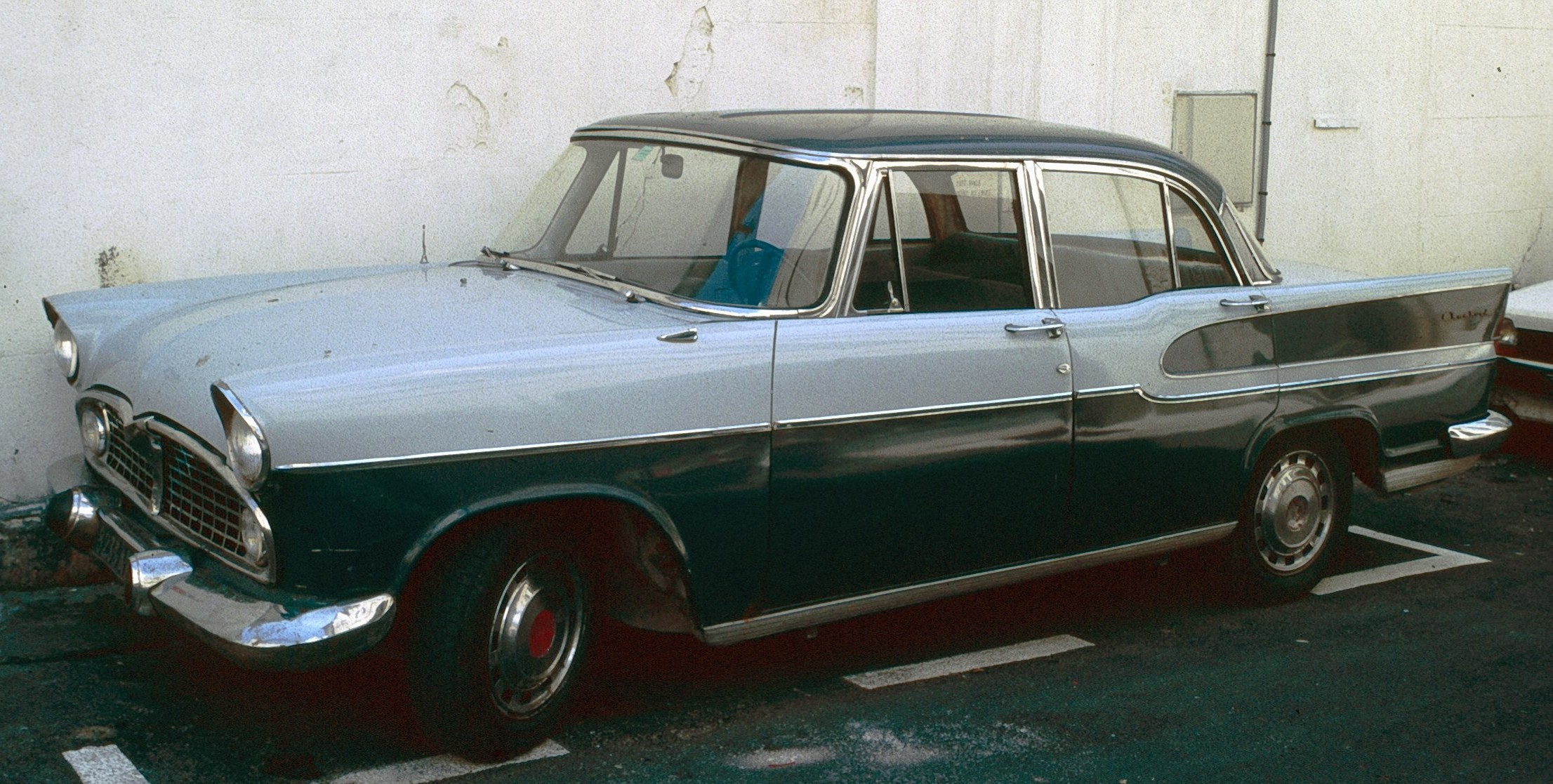
Simca Chambord
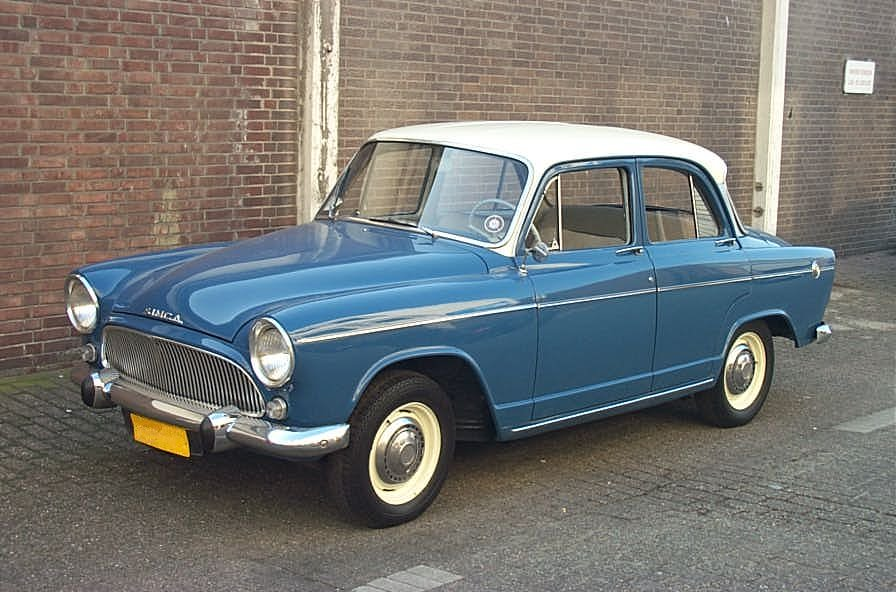
Simca Aronde P60 1961

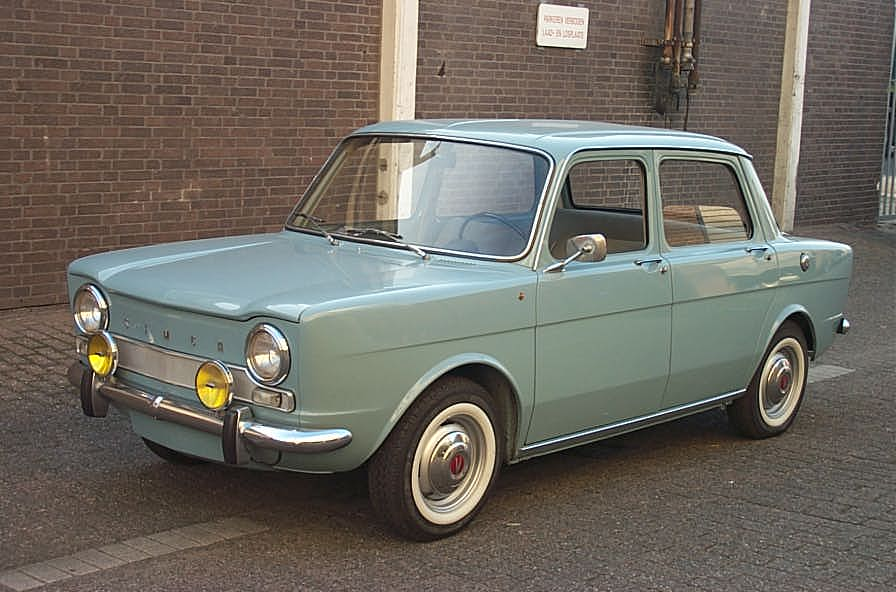
Simca 1000 1963
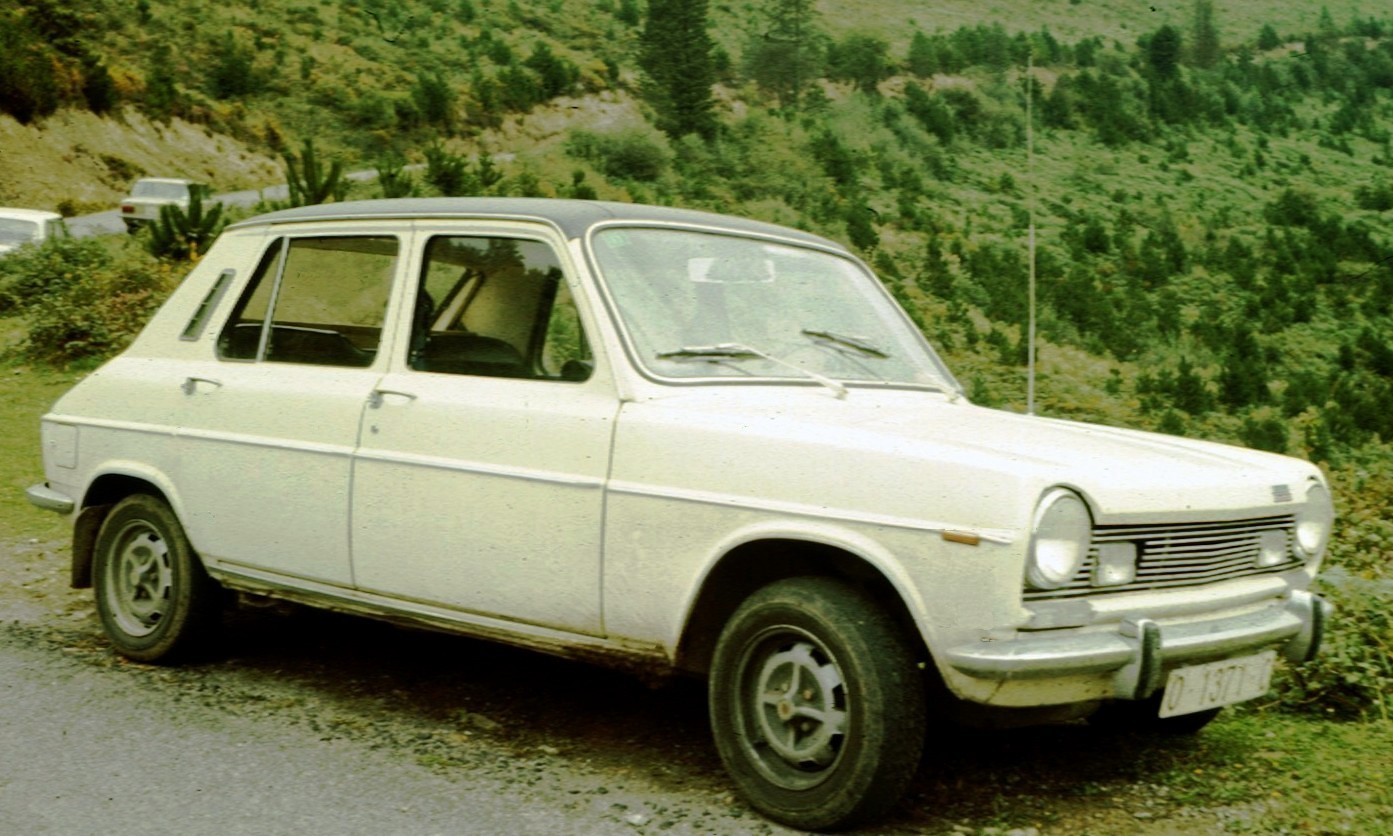
Simca 1100
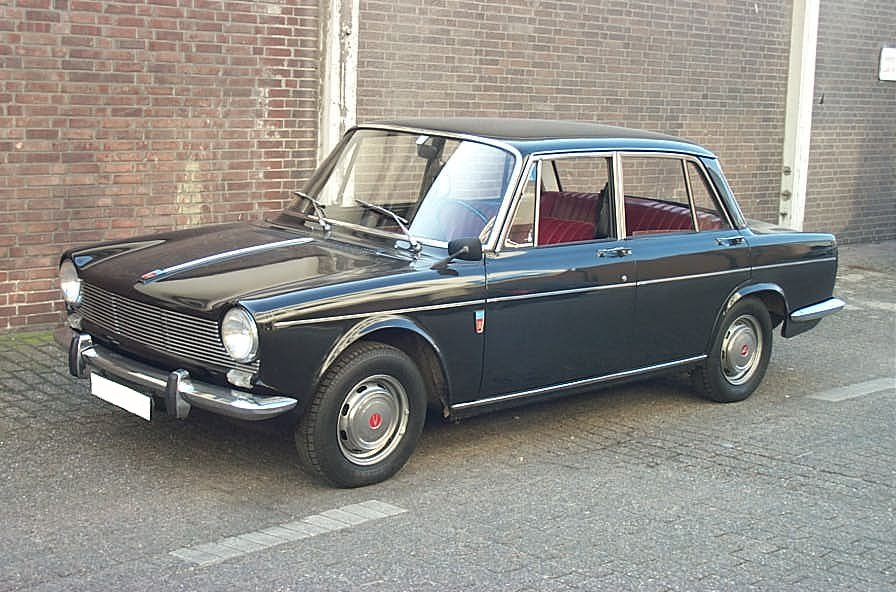
Simca 1500 1964
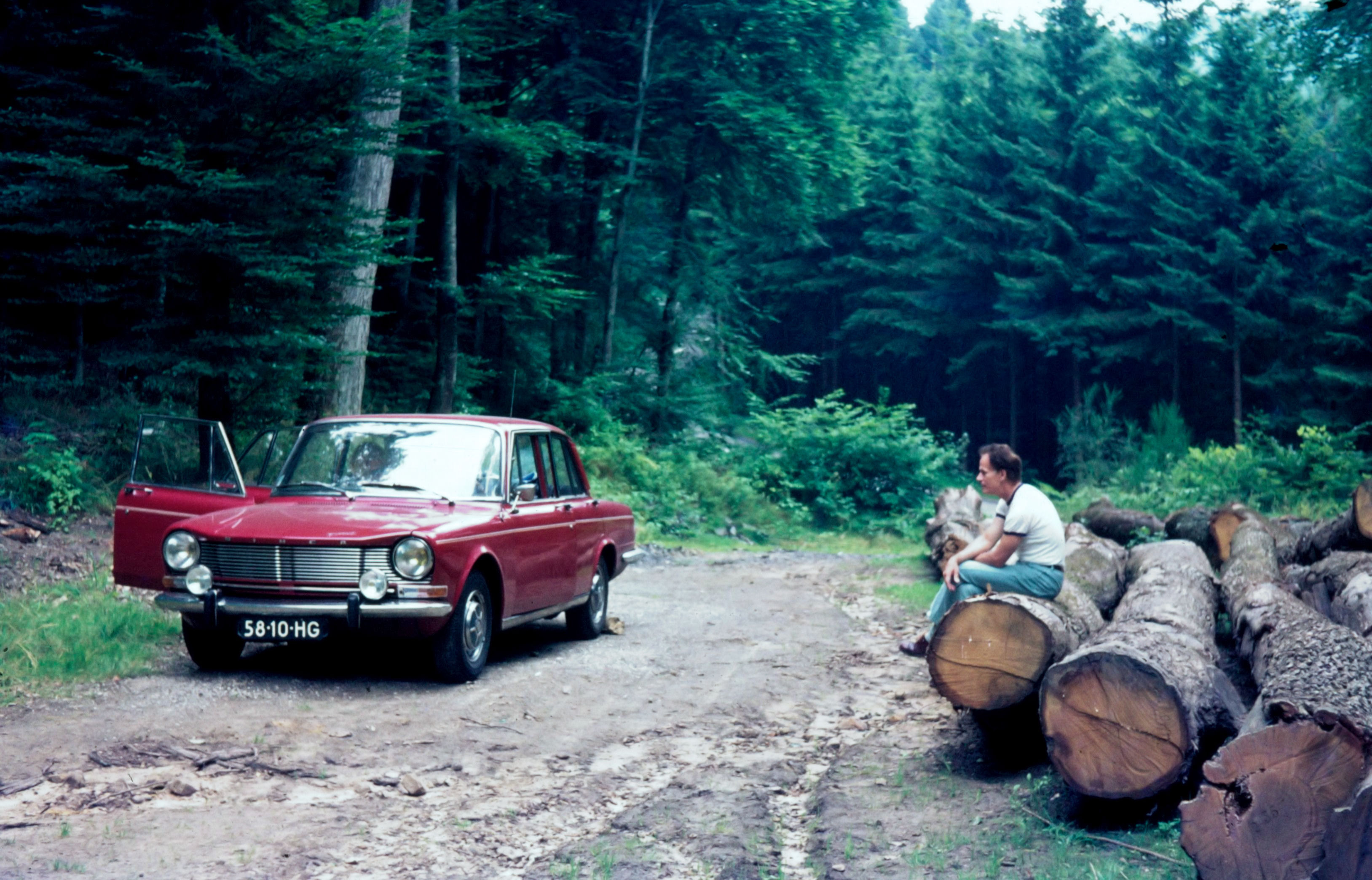
Simca 1501 special 1968
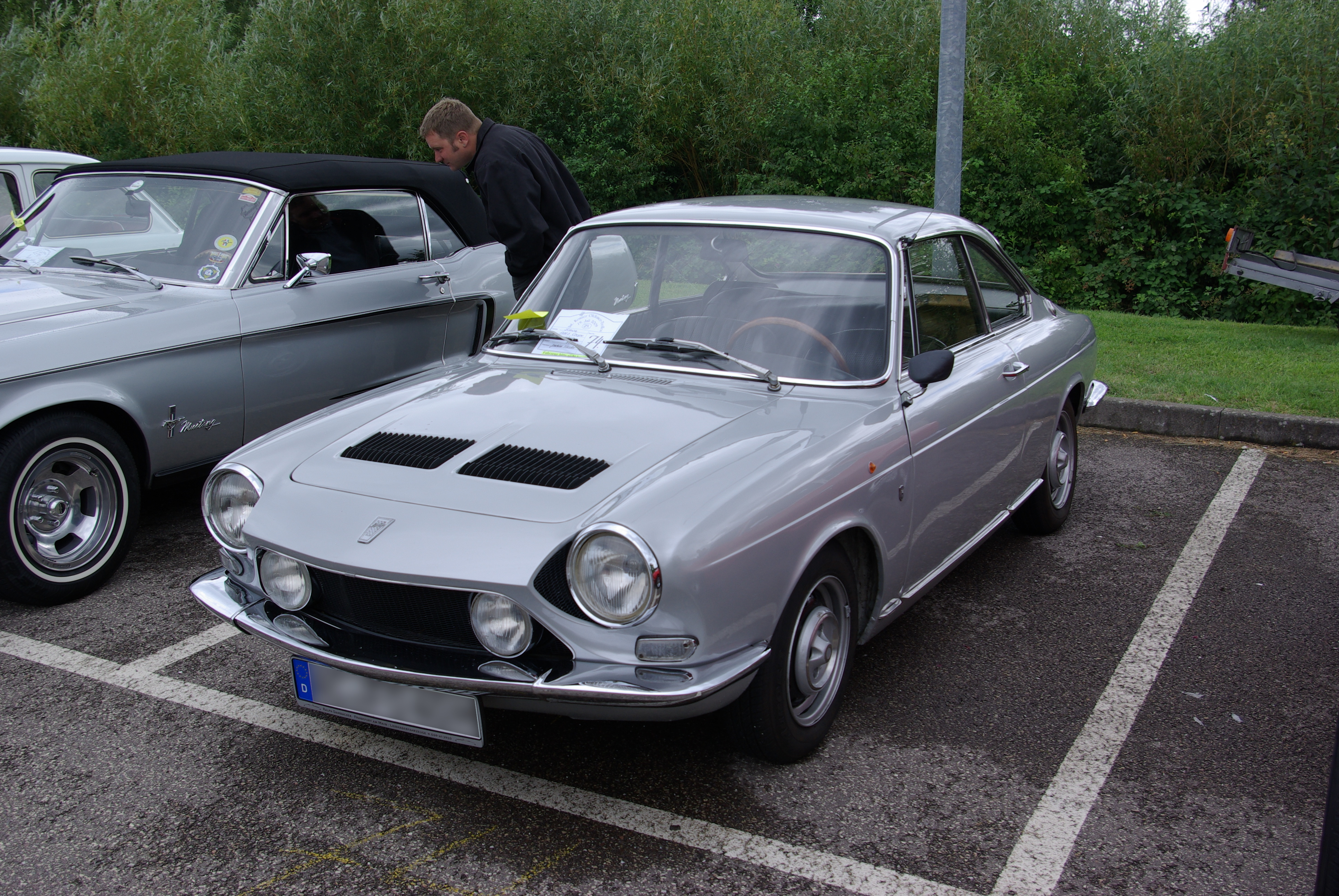
Simca 1200s Coupe

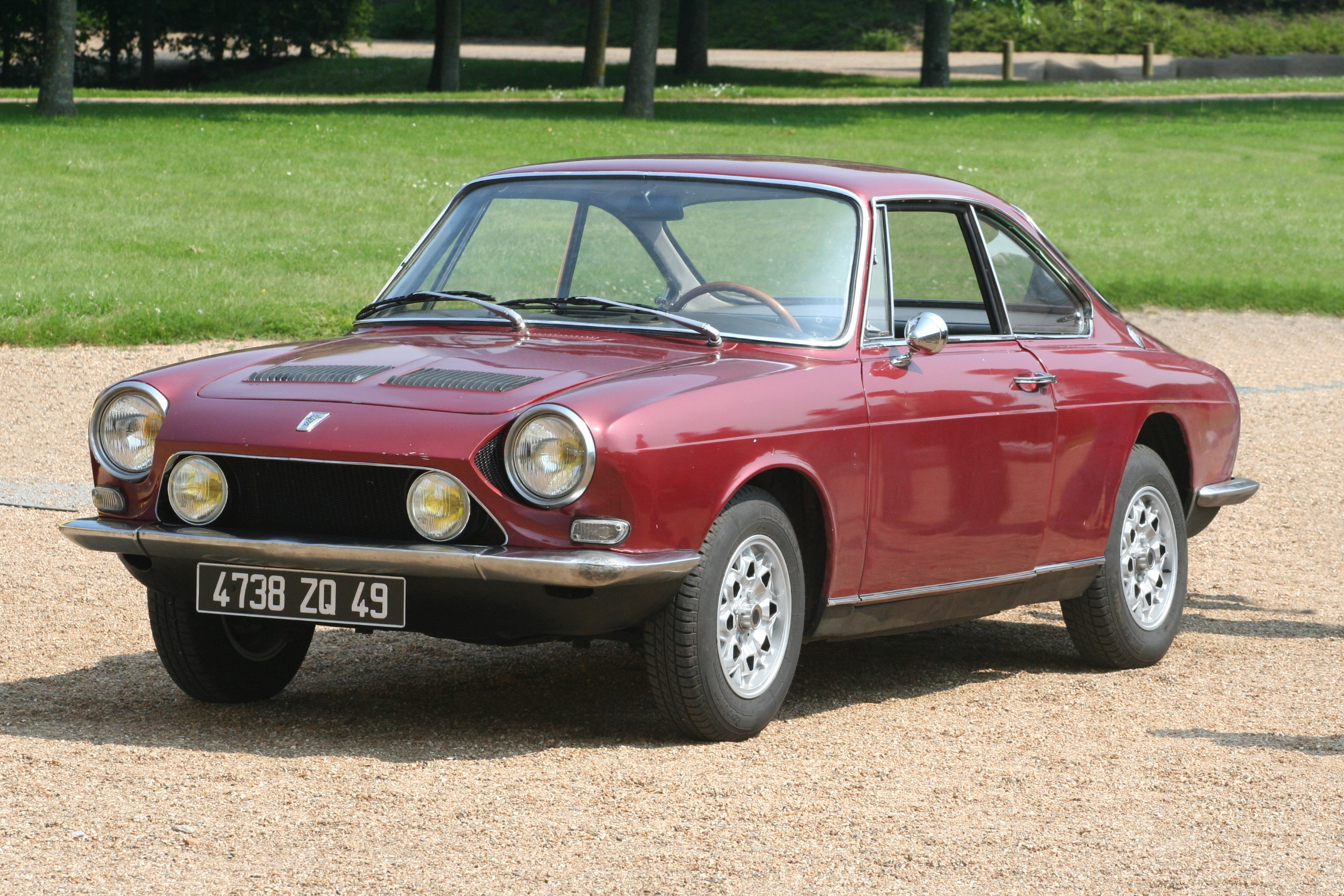
Simca 1200s
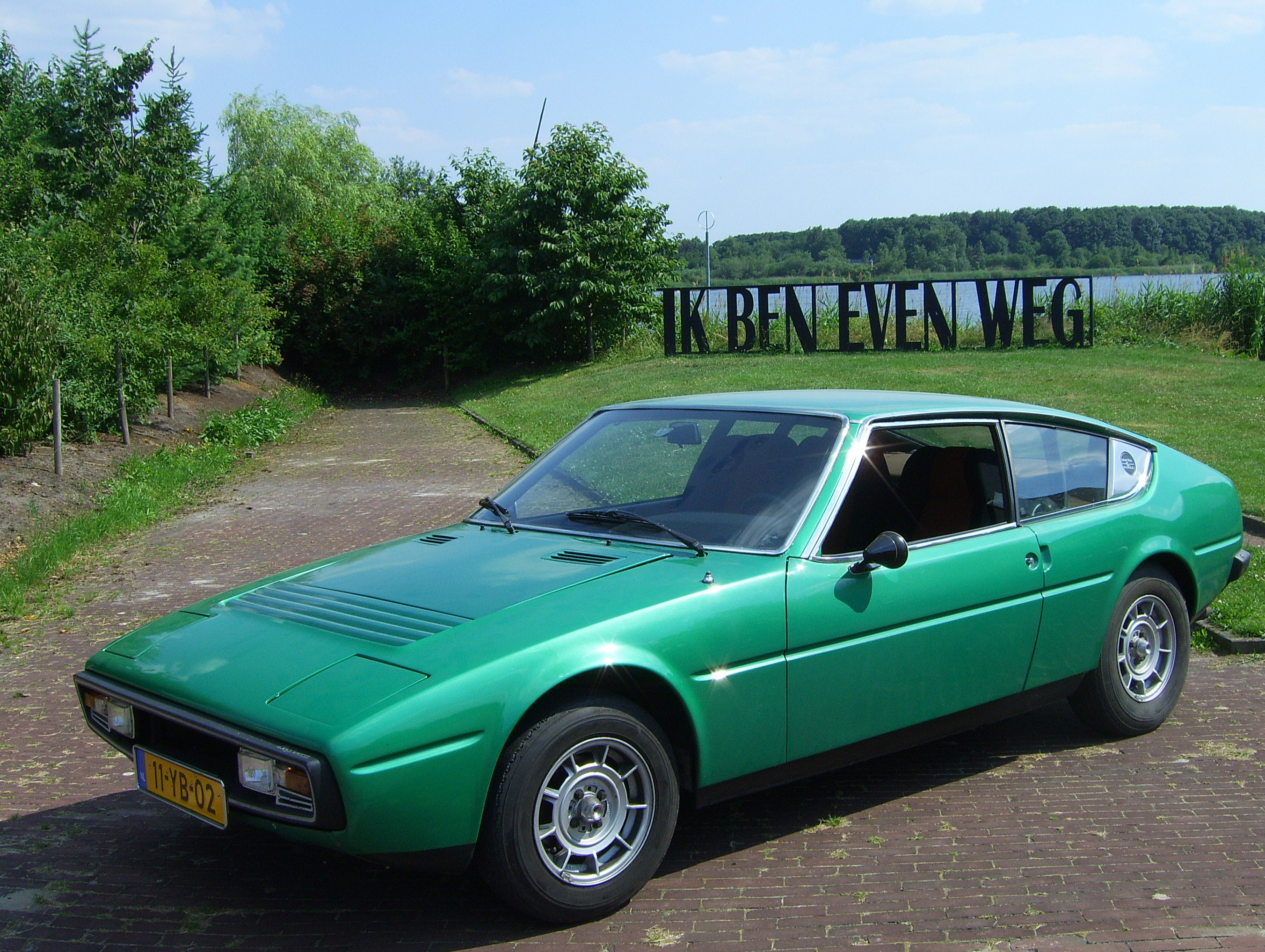
Matra-Simca Bagheera type I 1973
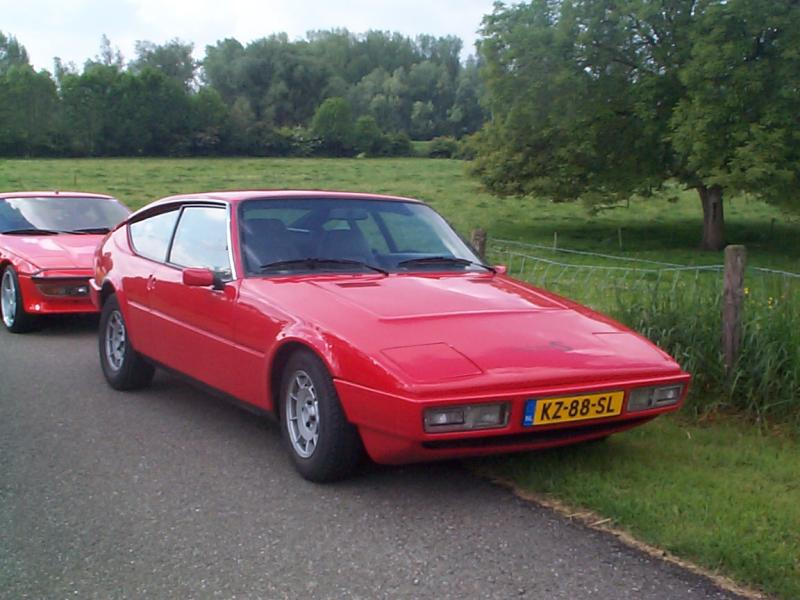
Matra-Simca Bagheera type II
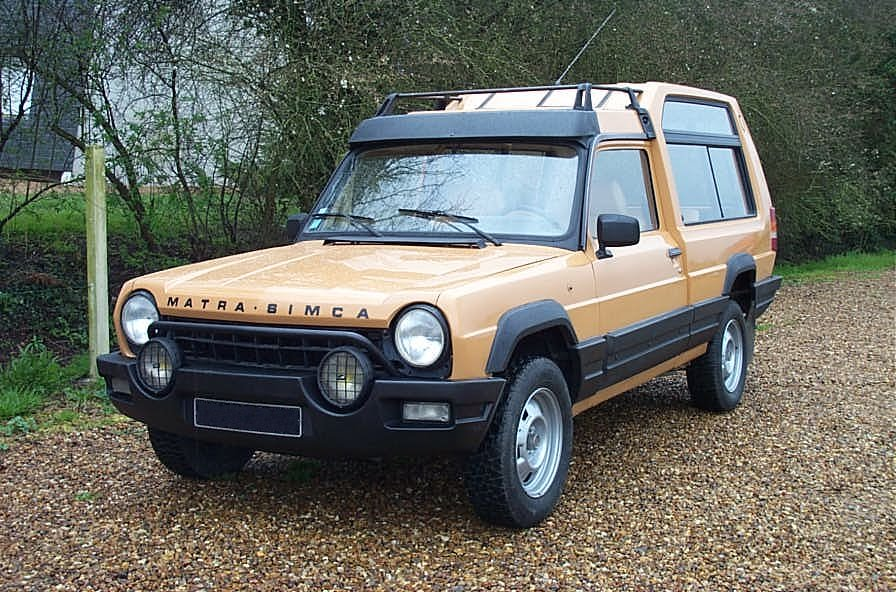
Matra-Simca Rancho 1977

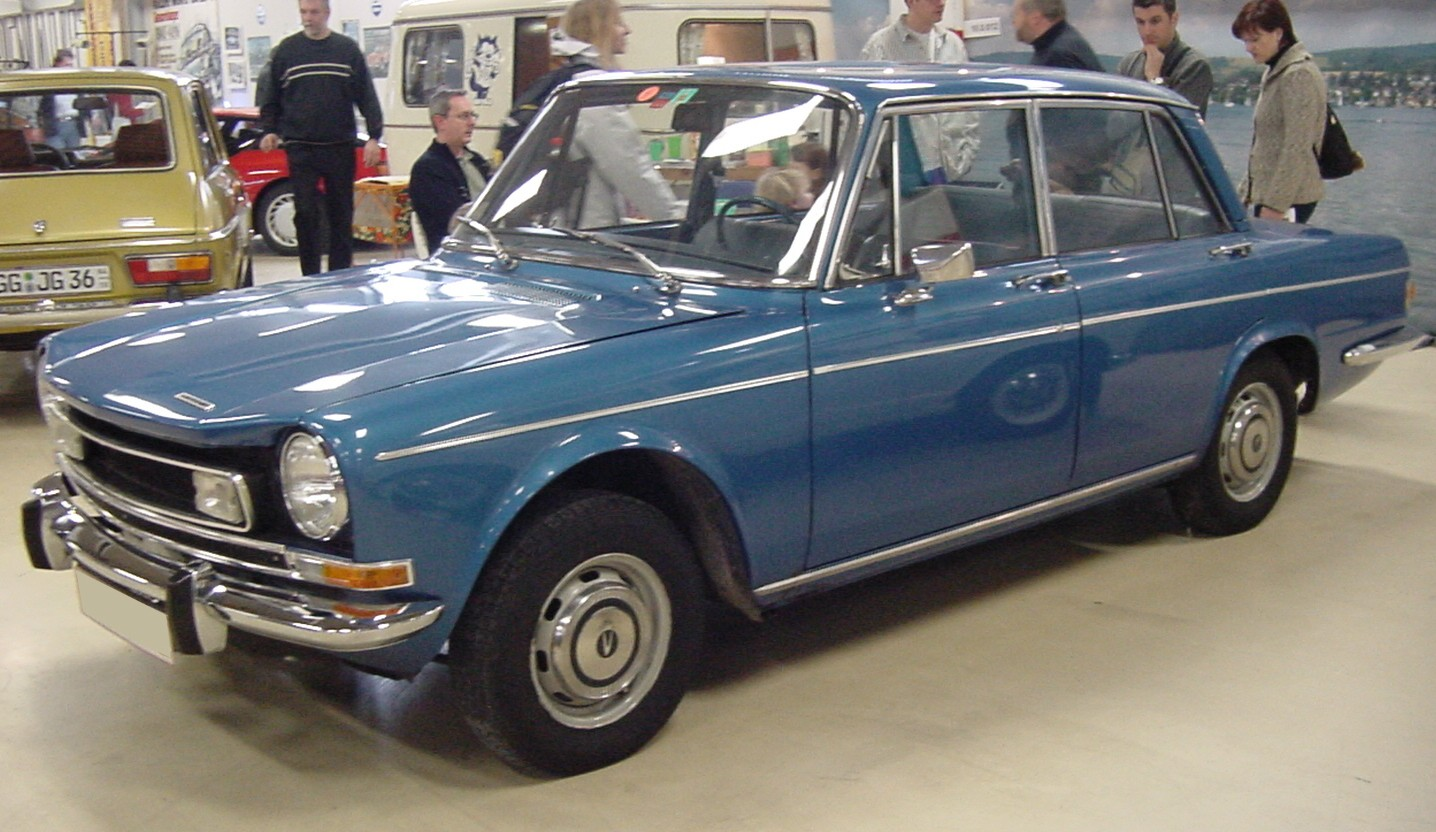
Simca 1301
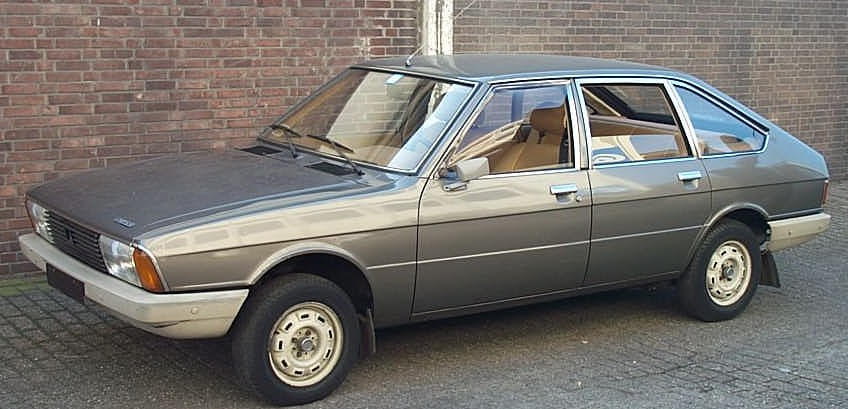
Simca 1307 1978

## Tijdlijn
| Simca-modellen van 1930 tot 1990 | Simca-modellen van 1930 tot 1990                       | Simca-modellen van 1930 tot 1990                       | Simca-modellen van 1930 tot 1990                       | Simca-modellen van 1930 tot 1990                       | Simca-modellen van 1930 tot 1990                       | Simca-modellen van 1930 tot 1990                       | Simca-modellen van 1930 tot 1990                       | Simca-modellen van 1930 tot 1990                       | Simca-modellen van 1930 tot 1990                       | Simca-modellen van 1930 tot 1990                       | Simca-modellen van 1930 tot 1990                       | Simca-modellen van 1930 tot 1990                       | Simca-modellen van 1930 tot 1990                       | Simca-modellen van 1930 tot 1990                       | Simca-modellen van 1930 tot 1990                       | Simca-modellen van 1930 tot 1990                       | Simca-modellen van 1930 tot 1990                       | Simca-modellen van 1930 tot 1990                       | Simca-modellen van 1930 tot 1990                       | Simca-modellen van 1930 tot 1990                       | Simca-modellen van 1930 tot 1990                       | Simca-modellen van 1930 tot 1990                       | Simca-modellen van 1930 tot 1990                       | Simca-modellen van 1930 tot 1990                       | Simca-modellen van 1930 tot 1990                       | Simca-modellen van 1930 tot 1990                       | Simca-modellen van 1930 tot 1990                       | Simca-modellen van 1930 tot 1990                       | Simca-modellen van 1930 tot 1990                       | Simca-modellen van 1930 tot 1990                       | Simca-modellen van 1930 tot 1990                       | Simca-modellen van 1930 tot 1990                       | Simca-modellen van 1930 tot 1990                       | Simca-modellen van 1930 tot 1990                       | Simca-modellen van 1930 tot 1990                       | Simca-modellen van 1930 tot 1990                       | Simca-modellen van 1930 tot 1990                       | Simca-modellen van 1930 tot 1990                       | Simca-modellen van 1930 tot 1990                       | Simca-modellen van 1930 tot 1990                       | Simca-modellen van 1930 tot 1990                       | Simca-modellen van 1930 tot 1990                       | Simca-modellen van 1930 tot 1990                       | Simca-modellen van 1930 tot 1990                       | Simca-modellen van 1930 tot 1990                       | Simca-modellen van 1930 tot 1990                       | Simca-modellen van 1930 tot 1990                       | Simca-modellen van 1930 tot 1990                       | Simca-modellen van 1930 tot 1990                       | Simca-modellen van 1930 tot 1990                       | Simca-modellen van 1930 tot 1990                       | Simca-modellen van 1930 tot 1990                       | Simca-modellen van 1930 tot 1990                       | Simca-modellen van 1930 tot 1990                       | Simca-modellen van 1930 tot 1990                       | Simca-modellen van 1930 tot 1990                       | Simca-modellen van 1930 tot 1990                       | Simca-modellen van 1930 tot 1990                       | Simca-modellen van 1930 tot 1990                       | Simca-modellen van 1930 tot 1990                       |  |
| -------------------------------- | ------------------------------------------------------ | ------------------------------------------------------ | ------------------------------------------------------ | ------------------------------------------------------ | ------------------------------------------------------ | ------------------------------------------------------ | ------------------------------------------------------ | ------------------------------------------------------ | ------------------------------------------------------ | ------------------------------------------------------ | ------------------------------------------------------ | ------------------------------------------------------ | ------------------------------------------------------ | ------------------------------------------------------ | ------------------------------------------------------ | ------------------------------------------------------ | ------------------------------------------------------ | ------------------------------------------------------ | ------------------------------------------------------ | ------------------------------------------------------ | ------------------------------------------------------ | ------------------------------------------------------ | ------------------------------------------------------ | ------------------------------------------------------ | ------------------------------------------------------ | ------------------------------------------------------ | ------------------------------------------------------ | ------------------------------------------------------ | ------------------------------------------------------ | ------------------------------------------------------ | ------------------------------------------------------ | ------------------------------------------------------ | ------------------------------------------------------ | ------------------------------------------------------ | ------------------------------------------------------ | ------------------------------------------------------ | ------------------------------------------------------ | ------------------------------------------------------ | ------------------------------------------------------ | ------------------------------------------------------ | ------------------------------------------------------ | ------------------------------------------------------ | ------------------------------------------------------ | ------------------------------------------------------ | ------------------------------------------------------ | ------------------------------------------------------ | ------------------------------------------------------ | ------------------------------------------------------ | ------------------------------------------------------ | ------------------------------------------------------ | ------------------------------------------------------ | ------------------------------------------------------ | ------------------------------------------------------ | ------------------------------------------------------ | ------------------------------------------------------ | ------------------------------------------------------ | ------------------------------------------------------ | ------------------------------------------------------ | ------------------------------------------------------ | ------------------------------------------------------ |  |
| Type                             | 1930                                                   | 1930                                                   | 1930                                                   | 1930                                                   | 1930                                                   | 1930                                                   | 1930                                                   | 1930                                                   | 1930                                                   | 1930                                                   | 1940                                                   | 1940                                                   | 1940                                                   | 1940                                                   | 1940                                                   | 1940                                                   | 1940                                                   | 1940                                                   | 1940                                                   | 1940                                                   | 1950                                                   | 1950                                                   | 1950                                                   | 1950                                                   | 1950                                                   | 1950                                                   | 1950                                                   | 1950                                                   | 1950                                                   | 1950                                                   | 1960                                                   | 1960                                                   | 1960                                                   | 1960                                                   | 1960                                                   | 1960                                                   | 1960                                                   | 1960                                                   | 1960                                                   | 1960                                                   | 1970                                                   | 1970                                                   | 1970                                                   | 1970                                                   | 1970                                                   | 1970                                                   | 1970                                                   | 1970                                                   | 1970                                                   | 1970                                                   | 1980                                                   | 1980                                                   | 1980                                                   | 1980                                                   | 1980                                                   | 1980                                                   | 1980                                                   | 1980                                                   | 1980                                                   | 1980                                                   |  |
| Type                             | 0                                                      | 1                                                      | 2                                                      | 3                                                      | 4                                                      | 5                                                      | 6                                                      | 7                                                      | 8                                                      | 9                                                      | 0                                                      | 1                                                      | 2                                                      | 3                                                      | 4                                                      | 5                                                      | 6                                                      | 7                                                      | 8                                                      | 9                                                      | 0                                                      | 1                                                      | 2                                                      | 3                                                      | 4                                                      | 5                                                      | 6                                                      | 7                                                      | 8                                                      | 9                                                      | 0                                                      | 1                                                      | 2                                                      | 3                                                      | 4                                                      | 5                                                      | 6                                                      | 7                                                      | 8                                                      | 9                                                      | 0                                                      | 1                                                      | 2                                                      | 3                                                      | 4                                                      | 5                                                      | 6                                                      | 7                                                      | 8                                                      | 9                                                      | 0                                                      | 1                                                      | 2                                                      | 3                                                      | 4                                                      | 5                                                      | 6                                                      | 7                                                      | 8                                                      | 9                                                      |  |
| Miniklasse                       |                                                        |                                                        |                                                        |                                                        |                                                        |                                                        |                                                        |                                                        |                                                        |                                                        |                                                        |                                                        |                                                        |                                                        |                                                        |                                                        |                                                        | 6                                                      | 6                                                      | 6                                                      | 6                                                      |                                                        |                                                        |                                                        |                                                        |                                                        |                                                        |                                                        |                                                        |                                                        |                                                        |                                                        |                                                        |                                                        |                                                        |                                                        |                                                        |                                                        |                                                        |                                                        |                                                        |                                                        |                                                        |                                                        |                                                        |                                                        |                                                        |                                                        |                                                        |                                                        |                                                        |                                                        |                                                        |                                                        |                                                        |                                                        |                                                        |                                                        |                                                        |                                                        |  |
| Compacte klasse                  |                                                        |                                                        |                                                        |                                                        |                                                        |                                                        | 5                                                      | 5                                                      | 5                                                      | 5                                                      | 5                                                      | 5                                                      | 5                                                      | 5                                                      | 5                                                      | 5                                                      | 5                                                      | 5                                                      | 5                                                      |                                                        |                                                        |                                                        |                                                        |                                                        |                                                        |                                                        |                                                        |                                                        |                                                        |                                                        |                                                        | 1000                                                   | 1000                                                   | 1000                                                   | 1000                                                   | 1000                                                   | 1000                                                   | 1000                                                   | 1000                                                   | 1000                                                   | 1000                                                   | 1000                                                   | 1000                                                   | 1000                                                   | 1000                                                   | 1000                                                   | 1000                                                   | 1000                                                   | 1000                                                   |                                                        |                                                        | Samba                                                  | Samba                                                  | Samba                                                  | Samba                                                  | Samba                                                  | Samba                                                  |                                                        |                                                        |                                                        |  |
| Compacte klasse                  |                                                        |                                                        |                                                        |                                                        |                                                        |                                                        |                                                        |                                                        |                                                        |                                                        |                                                        |                                                        |                                                        |                                                        |                                                        |                                                        |                                                        |                                                        |                                                        |                                                        |                                                        |                                                        |                                                        |                                                        |                                                        |                                                        |                                                        |                                                        |                                                        |                                                        |                                                        |                                                        |                                                        |                                                        |                                                        |                                                        |                                                        |                                                        |                                                        |                                                        |                                                        |                                                        |                                                        |                                                        |                                                        |                                                        | Sunbeam                                                |                                                        |                                                        |                                                        |                                                        | Samba                                                  | Samba                                                  | Samba                                                  | Samba                                                  | Samba                                                  | Samba                                                  |                                                        |                                                        |                                                        |  |
| Compacte middenklasse            |                                                        |                                                        |                                                        |                                                        |                                                        |                                                        |                                                        | 8                                                      | 8                                                      | 8                                                      | 8                                                      | 8                                                      | 8                                                      | 8                                                      | 8                                                      | 8                                                      | 8                                                      | 8                                                      | 8                                                      | 8                                                      | 8                                                      |                                                        |                                                        |                                                        |                                                        |                                                        |                                                        |                                                        |                                                        |                                                        |                                                        |                                                        |                                                        |                                                        |                                                        |                                                        |                                                        | 1100                                                   | 1100                                                   | 1100                                                   | 1100                                                   | 1100                                                   | 1100                                                   | 1100                                                   | 1100                                                   | 1100                                                   | 1100                                                   | 1100                                                   | 1100                                                   | 1100                                                   | 1100                                                   | 1100                                                   |                                                        |                                                        |                                                        |                                                        |                                                        |                                                        |                                                        |                                                        |  |
| Compacte middenklasse            |                                                        |                                                        |                                                        |                                                        |                                                        |                                                        |                                                        |                                                        |                                                        |                                                        |                                                        |                                                        |                                                        |                                                        |                                                        |                                                        |                                                        |                                                        |                                                        |                                                        |                                                        |                                                        |                                                        |                                                        |                                                        |                                                        |                                                        |                                                        |                                                        |                                                        |                                                        |                                                        |                                                        |                                                        |                                                        |                                                        |                                                        |                                                        |                                                        |                                                        |                                                        |                                                        |                                                        |                                                        |                                                        |                                                        |                                                        | Horizon                                                |                                                        |                                                        |                                                        |                                                        |                                                        |                                                        |                                                        |                                                        |                                                        |                                                        |                                                        |                                                        |  |
| Middenklasse                     |                                                        |                                                        |                                                        |                                                        |                                                        |                                                        |                                                        |                                                        |                                                        |                                                        |                                                        |                                                        |                                                        |                                                        |                                                        |                                                        |                                                        |                                                        |                                                        |                                                        |                                                        | Aronde                                                 | Aronde                                                 | Aronde                                                 | Aronde                                                 | Aronde                                                 | Aronde                                                 | Aronde                                                 | Aronde                                                 | Aronde                                                 | Aronde                                                 | Aronde                                                 | Aronde                                                 | Aronde                                                 | Aronde                                                 |                                                        |                                                        |                                                        |                                                        |                                                        |                                                        |                                                        |                                                        |                                                        |                                                        |                                                        |                                                        |                                                        |                                                        |                                                        |                                                        |                                                        |                                                        |                                                        |                                                        |                                                        |                                                        |                                                        |                                                        |                                                        |  |
| Middenklasse                     |                                                        |                                                        |                                                        |                                                        |                                                        |                                                        |                                                        |                                                        |                                                        |                                                        |                                                        |                                                        |                                                        |                                                        |                                                        |                                                        |                                                        |                                                        |                                                        |                                                        |                                                        |                                                        |                                                        |                                                        |                                                        |                                                        |                                                        |                                                        |                                                        |                                                        |                                                        |                                                        |                                                        | 1300/1500                                              | 1300/1500                                              | 1300/1500                                              | 1301/1501                                              | 1301/1501                                              | 1301/1501                                              | 1301/1501                                              | 1301/1501                                              | 1301/1501                                              | 1301/1501                                              | 1301/1501                                              | 1301/1501                                              | 1307/1308/1309                                         | 1307/1308/1309                                         | 1307/1308/1309                                         | 1307/1308/1309                                         | 1307/1308/1309                                         | 1510                                                   | 1510                                                   | 1510                                                   | 1510                                                   | 1510                                                   | 1510                                                   | 1510                                                   |                                                        |                                                        |                                                        |  |
| Middenklasse                     |                                                        |                                                        |                                                        |                                                        |                                                        |                                                        |                                                        |                                                        |                                                        |                                                        |                                                        |                                                        |                                                        |                                                        |                                                        |                                                        |                                                        |                                                        |                                                        |                                                        |                                                        |                                                        |                                                        |                                                        |                                                        |                                                        |                                                        |                                                        |                                                        |                                                        |                                                        |                                                        | Solara                                                 | 1300/1500                                              | 1300/1500                                              | 1300/1500                                              | 1301/1501                                              | 1301/1501                                              | 1301/1501                                              | 1301/1501                                              | 1301/1501                                              | 1301/1501                                              | 1301/1501                                              | 1301/1501                                              | 1301/1501                                              | 1307/1308/1309                                         | 1307/1308/1309                                         | 1307/1308/1309                                         | 1307/1308/1309                                         | 1307/1308/1309                                         |                                                        |                                                        |                                                        |                                                        |                                                        |                                                        |                                                        |                                                        |                                                        |                                                        |  |
| Hogere middenklasse              |                                                        |                                                        |                                                        |                                                        |                                                        |                                                        |                                                        |                                                        |                                                        |                                                        |                                                        |                                                        |                                                        |                                                        |                                                        |                                                        |                                                        |                                                        |                                                        |                                                        |                                                        |                                                        |                                                        |                                                        |                                                        |                                                        |                                                        | Ariane                                                 | Ariane                                                 | Ariane                                                 | Ariane                                                 | Ariane                                                 | Ariane                                                 | Ariane                                                 |                                                        |                                                        |                                                        |                                                        |                                                        |                                                        | 1609/1610                                              | 1609/1610                                              | 1609/1610                                              | 1609/1610                                              | 1609/1610                                              | 1609/1610                                              | 1609/1610                                              | 1609/1610                                              | 1609/1610                                              | 1609/1610                                              | 1609/1610                                              | Tagora                                                 | Tagora                                                 | Tagora                                                 |                                                        |                                                        |                                                        |                                                        |                                                        |                                                        |  |
| Topklasse                        |                                                        |                                                        |                                                        |                                                        |                                                        |                                                        |                                                        |                                                        |                                                        |                                                        |                                                        |                                                        |                                                        |                                                        |                                                        |                                                        |                                                        |                                                        |                                                        |                                                        |                                                        |                                                        |                                                        |                                                        |                                                        | Vedette                                                | Vedette                                                | Vedette                                                | Vedette                                                | Vedette                                                | Vedette                                                | Vedette                                                |                                                        |                                                        |                                                        |                                                        |                                                        |                                                        |                                                        |                                                        |                                                        |                                                        |                                                        |                                                        |                                                        |                                                        |                                                        |                                                        |                                                        |                                                        |                                                        |                                                        |                                                        |                                                        |                                                        |                                                        |                                                        |                                                        |                                                        |                                                        |  |
| Coupé                            |                                                        |                                                        |                                                        |                                                        |                                                        |                                                        |                                                        |                                                        |                                                        |                                                        |                                                        |                                                        |                                                        |                                                        |                                                        |                                                        |                                                        |                                                        |                                                        |                                                        |                                                        |                                                        |                                                        |                                                        |                                                        |                                                        |                                                        |                                                        |                                                        |                                                        |                                                        |                                                        | 1000 Coupé                                             | 1000 Coupé                                             | 1000 Coupé                                             | 1000 Coupé                                             | 1000 Coupé                                             | 1200S                                                  | 1200S                                                  | 1200S                                                  | 1200S                                                  | 1200S                                                  |                                                        |                                                        |                                                        |                                                        |                                                        |                                                        |                                                        |                                                        |                                                        |                                                        |                                                        |                                                        |                                                        |                                                        |                                                        |                                                        |                                                        |                                                        |  |
| Sportwagen                       |                                                        |                                                        |                                                        |                                                        |                                                        |                                                        |                                                        |                                                        |                                                        |                                                        |                                                        |                                                        |                                                        |                                                        |                                                        |                                                        |                                                        |                                                        |                                                        |                                                        |                                                        |                                                        | 9                                                      | 9                                                      | 9                                                      | Comète                                                 |                                                        |                                                        |                                                        |                                                        |                                                        |                                                        |                                                        |                                                        |                                                        |                                                        |                                                        |                                                        |                                                        |                                                        |                                                        |                                                        |                                                        | Bagheera                                               | Bagheera                                               | Bagheera                                               | Bagheera                                               | Bagheera                                               | Bagheera                                               | Bagheera                                               | Murena                                                 | Murena                                                 | Murena                                                 | Murena                                                 |                                                        |                                                        |                                                        |                                                        |                                                        |                                                        |  |
| SUV                              |                                                        |                                                        |                                                        |                                                        |                                                        |                                                        |                                                        |                                                        |                                                        |                                                        |                                                        |                                                        |                                                        |                                                        |                                                        |                                                        |                                                        |                                                        |                                                        |                                                        |                                                        |                                                        |                                                        |                                                        |                                                        |                                                        |                                                        |                                                        |                                                        |                                                        |                                                        |                                                        |                                                        |                                                        |                                                        |                                                        |                                                        |                                                        |                                                        |                                                        |                                                        |                                                        |                                                        |                                                        |                                                        |                                                        |                                                        | Rancho                                                 | Rancho                                                 | Rancho                                                 | Rancho                                                 | Rancho                                                 | Rancho                                                 | Rancho                                                 | Rancho                                                 |                                                        |                                                        |                                                        |                                                        |                                                        |  |
| Eigenaar                         | Simca                                                  | Simca                                                  | Simca                                                  | Simca                                                  | Simca                                                  | Simca                                                  | Simca                                                  | Simca                                                  | Simca                                                  | Simca                                                  | Simca                                                  | Simca                                                  | Simca                                                  | Simca                                                  | Simca                                                  | Simca                                                  | Simca                                                  | Simca                                                  | Simca                                                  | Simca                                                  | Simca                                                  | Simca                                                  | Simca                                                  | Simca                                                  | Simca                                                  | Simca                                                  | Simca                                                  | Simca                                                  | Simca                                                  | Simca                                                  | Simca                                                  | Simca                                                  | Simca                                                  | Simca                                                  | Simca                                                  | Simca                                                  | Simca                                                  | Simca                                                  | Simca                                                  | Simca                                                  | Chrysler                                               | Chrysler                                               | Chrysler                                               | Chrysler                                               | Chrysler                                               | Chrysler                                               | Chrysler                                               | Chrysler                                               | Groupe PSA                                             | Groupe PSA                                             | Groupe PSA                                             | Groupe PSA                                             | Groupe PSA                                             | Groupe PSA                                             | Groupe PSA                                             | Groupe PSA                                             | Groupe PSA                                             | Groupe PSA                                             | Groupe PSA                                             | Groupe PSA                                             |  |
| Legende                          | Simca Chrysler-Simca Matra-Simca / Talbot-Matra Talbot | Simca Chrysler-Simca Matra-Simca / Talbot-Matra Talbot | Simca Chrysler-Simca Matra-Simca / Talbot-Matra Talbot | Simca Chrysler-Simca Matra-Simca / Talbot-Matra Talbot | Simca Chrysler-Simca Matra-Simca / Talbot-Matra Talbot | Simca Chrysler-Simca Matra-Simca / Talbot-Matra Talbot | Simca Chrysler-Simca Matra-Simca / Talbot-Matra Talbot | Simca Chrysler-Simca Matra-Simca / Talbot-Matra Talbot | Simca Chrysler-Simca Matra-Simca / Talbot-Matra Talbot | Simca Chrysler-Simca Matra-Simca / Talbot-Matra Talbot | Simca Chrysler-Simca Matra-Simca / Talbot-Matra Talbot | Simca Chrysler-Simca Matra-Simca / Talbot-Matra Talbot | Simca Chrysler-Simca Matra-Simca / Talbot-Matra Talbot | Simca Chrysler-Simca Matra-Simca / Talbot-Matra Talbot | Simca Chrysler-Simca Matra-Simca / Talbot-Matra Talbot | Simca Chrysler-Simca Matra-Simca / Talbot-Matra Talbot | Simca Chrysler-Simca Matra-Simca / Talbot-Matra Talbot | Simca Chrysler-Simca Matra-Simca / Talbot-Matra Talbot | Simca Chrysler-Simca Matra-Simca / Talbot-Matra Talbot | Simca Chrysler-Simca Matra-Simca / Talbot-Matra Talbot | Simca Chrysler-Simca Matra-Simca / Talbot-Matra Talbot | Simca Chrysler-Simca Matra-Simca / Talbot-Matra Talbot | Simca Chrysler-Simca Matra-Simca / Talbot-Matra Talbot | Simca Chrysler-Simca Matra-Simca / Talbot-Matra Talbot | Simca Chrysler-Simca Matra-Simca / Talbot-Matra Talbot | Simca Chrysler-Simca Matra-Simca / Talbot-Matra Talbot | Simca Chrysler-Simca Matra-Simca / Talbot-Matra Talbot | Simca Chrysler-Simca Matra-Simca / Talbot-Matra Talbot | Simca Chrysler-Simca Matra-Simca / Talbot-Matra Talbot | Simca Chrysler-Simca Matra-Simca / Talbot-Matra Talbot | Simca Chrysler-Simca Matra-Simca / Talbot-Matra Talbot | Simca Chrysler-Simca Matra-Simca / Talbot-Matra Talbot | Simca Chrysler-Simca Matra-Simca / Talbot-Matra Talbot | Simca Chrysler-Simca Matra-Simca / Talbot-Matra Talbot | Simca Chrysler-Simca Matra-Simca / Talbot-Matra Talbot | Simca Chrysler-Simca Matra-Simca / Talbot-Matra Talbot | Simca Chrysler-Simca Matra-Simca / Talbot-Matra Talbot | Simca Chrysler-Simca Matra-Simca / Talbot-Matra Talbot | Simca Chrysler-Simca Matra-Simca / Talbot-Matra Talbot | Simca Chrysler-Simca Matra-Simca / Talbot-Matra Talbot | Simca Chrysler-Simca Matra-Simca / Talbot-Matra Talbot | Simca Chrysler-Simca Matra-Simca / Talbot-Matra Talbot | Simca Chrysler-Simca Matra-Simca / Talbot-Matra Talbot | Simca Chrysler-Simca Matra-Simca / Talbot-Matra Talbot | Simca Chrysler-Simca Matra-Simca / Talbot-Matra Talbot | Simca Chrysler-Simca Matra-Simca / Talbot-Matra Talbot | Simca Chrysler-Simca Matra-Simca / Talbot-Matra Talbot | Simca Chrysler-Simca Matra-Simca / Talbot-Matra Talbot | Simca Chrysler-Simca Matra-Simca / Talbot-Matra Talbot | Simca Chrysler-Simca Matra-Simca / Talbot-Matra Talbot | Simca Chrysler-Simca Matra-Simca / Talbot-Matra Talbot | Simca Chrysler-Simca Matra-Simca / Talbot-Matra Talbot | Simca Chrysler-Simca Matra-Simca / Talbot-Matra Talbot | Simca Chrysler-Simca Matra-Simca / Talbot-Matra Talbot | Simca Chrysler-Simca Matra-Simca / Talbot-Matra Talbot | Simca Chrysler-Simca Matra-Simca / Talbot-Matra Talbot | Simca Chrysler-Simca Matra-Simca / Talbot-Matra Talbot | Simca Chrysler-Simca Matra-Simca / Talbot-Matra Talbot | Simca Chrysler-Simca Matra-Simca / Talbot-Matra Talbot | Simca Chrysler-Simca Matra-Simca / Talbot-Matra Talbot |  |



## Simca-motorfietsen
Zie Sévitame